# Мускат, Зак
Зак Мускат (мальт. Zach Muscat; 22 августа 1993 года, Сент-Джулианс, Мальта) — мальтийский футболист, защитник португальского клуба «Фаренсе» и сборной Мальты.

## Биография
Воспитанник клуба «Пьета Хотспурс». В 19 лет Мускат перешёл в один из сильнейших команд страны — «Биркиркару». Вместе с ней защитник становился чемпионом Мальты. В 2016 году футболист перебрался в Италию, где он выступает за коллективы Серии С. Поиграв за «Акрагас» и «Ареццо», летом 2018 года Мускат заключил контракт с «Пистойезе».
С 2014 года защитник регулярно вызывается в расположение сборной Мальты.

## Достижения
- Чемпион Мальты: 2012/13
- Обладатель Кубка Мальты: 2015
- Обладатель Суперкубка Мальты (2): 2013, 2014